# Pointeuse
Pour les articles homonymes, voir Pointer.
Une pointeuse ou badgeuse, également appelée timbreuse (en Suisse), est une machine qui permet d’enregistrer le temps de travail d’un salarié. 

## Utilisation

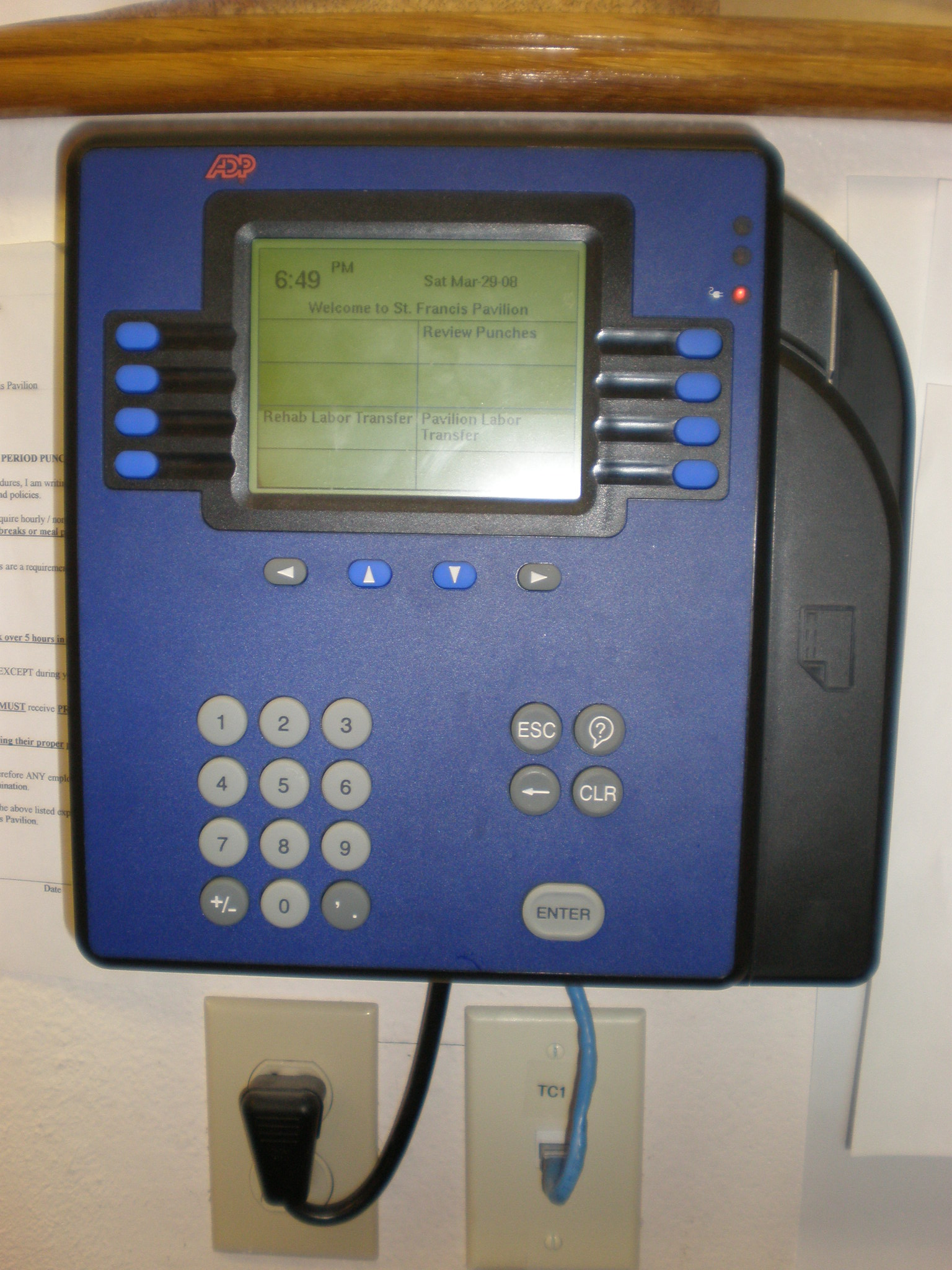
Une pointeuse ADP.

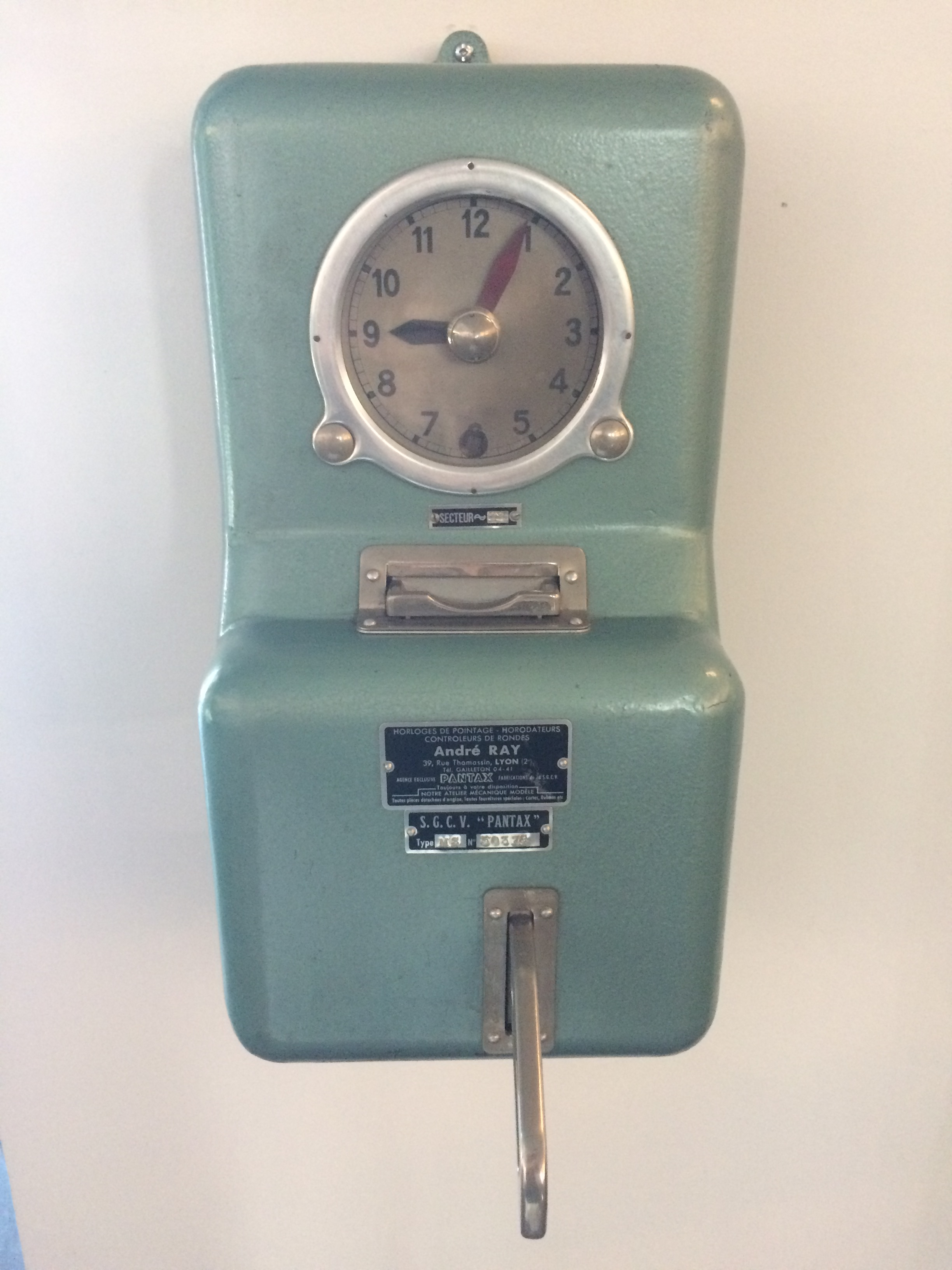
Une pointeuse Pantax de la S.G.C.V.

À l’origine développées par un employeur pour déterminer la feuille de paie, les pointeuses ne sont désormais plus confinées à cet unique rôle. Les pointeuses peuvent enregistrer le début et la fin d’une tâche, ou juste sa durée ; elles peuvent aussi contenir la liste entière des tâches à accomplir pour mener à bien un projet ou un programme. Ces informations peuvent être utilisées pour les fiches de paie, les factures au client.
Certaines compagnies proposent des pointeuses équipées d’un logiciel avec accès à une base de données sur Internet.

### Autres usages
Les sociétés de transport en commun peuvent également utiliser des pointeuses afin de valider les titres de transport des usagers.

## Avantages et inconvénients
Les pointeuses permettent de baisser les coûts car :
- l’élaboration des fiches de paie est plus efficace ;
- il y a clarification des coûts ;
- la facturation devient automatique

inconvénients
- perte des fiches de pointage

En ce qui concerne la gestion, les pointeuses permettent aussi de construire une base de connaissance sur le temps nécessaire pour développer un projet. 
D’un autre côté, les pointeuses sont sujettes aux erreurs humaines (mauvaise manipulation…) et aux erreurs d’arrondi (12 h 27 n’est pas 12 h 30). De plus, aller pointer tous les matins et tous les soirs, est une tâche répétitive.